# Bertalan híd (Szeged)
A Bertalan híd a Nagykörút és a 43-as főút részeként, Szegeden a Tisza fölött Újszegedet köti össze a Felsővárossal és a többi külvárosi résszel. 2001-ben Bertalan Lajos mérnökről nevezték el. 1979-2001 között a Felsővárosi híd nevet viselte. (A helyiek körében sokaknak egyszerűen Új híd volt, szemben a Belvárosi híddal, ami a Régi híd nevet viselte.)

## Története
1972-ben már nem volt elég a forgalom számára a – Szeged tiszai átkelő forgalmát akkor még egyedüliként kiszolgáló – Belvárosi híd; emiatt született döntés a Nagykörút vonalának folytatásában egy új híd létesítéséről.
A hidat a Ganz–MÁVAG készítette 1977 és 1979 között. Az Anna-kúttól a Felső Tisza-parton át Somogyitelepig közlekedő régi 2-es villamos útban volt az új hídnak, emiatt meg kellett szüntetni. Forgalmát busz vette át.